# Blepharodes sudanensis
Blepharodes sudanensis es una especie de mantis de la familia Empusidae.

## Distribución geográfica
Se encuentra en Somalia y Sudán.